# The Woman Haters
Pour les articles homonymes, voir The Woman Hater.
Pour plus de détails, voir Fiche technique et Distribution.
The Woman Haters est un film muet américain réalisé par Henry Lehrman sorti en 1913.

## Fiche technique
- Titre : The Woman Haters
- Réalisation : Henry Lehrman
- Producteur : Mack Sennett
- Studio de production : The Keystone Film Company
- Distribution : Mutual Film Corporation
- Pays : États-Unis
- Format : Noir et blanc - 1,37:1 - Format 35 mm
- Langue : film muet intertitres anglais
- Genre : Comédie
- Durée : une bobine
- Date de sortie : États-Unis : 1er décembre 1913

## Distribution
- Roscoe Arbuckle
- Nick Cogley